# Deep Hans
Deep Hans – drugi nielegal polskiego duetu hip-hopowego Pięć Dwa, pierwszy po reaktywacji formacji oraz powrocie do składu rapera i producenta Deepa, który wyprodukował większość utworów. Wydawnictwo ukazało się 6 lutego 2008 roku w formie digital download. Do sprzedaży trafiło również 520 ręcznie numerowanych płyt. Zyski ze sprzedaży pozostałych nośników zostały wykorzystane na realizację kolejnego albumu grupy, T.R.I.P. z 2009 roku.
Płyta o numerze 052 została przekazana na aukcję charytatywną.
Pochodząca z albumu piosenka „Gniew" znalazła się na 27. miejscu listy 120 najważniejszych polskich utworów hip-hopowych według serwisu T-Mobile Music.

## Lista utworów
Opracowano na podstawie materiału źródłowego.
1. „To 52” (produkcja: Deep)
2. „Punkt wyjścia” (produkcja: Deep)[A]
3. „Jedność” (produkcja: Deep)
4. „Człowiek bez zasad” (produkcja: Deep, Hans)
5. „Nocne Polaków rozmowy” (skit) (produkcja: Deep)
6. „Konglomerat” (produkcja: Deep)
7. „Matnia” (produkcja: Deep)
8. „Creutzweli” (produkcja: Bobik)
9. „Żyjesz tak” (produkcja: Deep)
10. „Koniec fantazji” (produkcja: Deep)[B]
11. „Łap oddech” (produkcja: Deep)
12. „Papieros” (skit) (produkcja: Deep)
13. „Kiedy ja” (produkcja: Bobik)
14. „Gniew” (produkcja: Deep)
15. „Bejbi” (produkcja: Bobik)
16. „Być” (produkcja: Hans)
17. „Przychodzi przed upadkiem” (produkcja: Deep)
18. „To koniec” (produkcja: Deep)

Notatki
- A^ W utworze wykorzystano sample z piosenek „Zielone wzgórza nad Soliną” w wykonaniu Wojciecha Gąssowskiego i „Into Something (Can't Shake Loose)” Overtona Vertisa Wrighta[7].
- B^ W utworze wykorzystano sample z piosenki „Over” w wykonaniu Portishead[7].